# Europastraße 1
Die Europastraße 1 (E 1) ist eine europäische Fernverbindung, die vom Hafen von Larne in Nordirland über Dublin und Valença nach Sevilla in Spanien führt. Die Europastraße ist 2.509 Kilometer lang und verläuft in zwei nicht miteinander verbundenen Streckenabschnitten. Der nördliche Abschnitt verläuft an der Ost-Küste Nordirlands und Irlands, der südliche an der West-Küste von Spanien und Portugal.
Spektakuläre Brückenbauten sind die Ponte 25 de Abril und die Puente Internacional del Guadiana.

## Nordirland und Irland
In Nordirland beginnt die E 1 am Hafen von Larne. Von Larne führt die E 1 über mehrere Autobahnen und A-Roads bis nach Belfast und Lisburn.
Weiter führt dann die E 1 entlang der Ost-Küste der Insel Irland. Von der nordirischen Grenze führt die E 1 über mehreren Autobahnen und National Primary Routes bis hin in die Hauptstadt Dublin.
Weiter über die N11 und M11 endet die E 1 vorläufig in Wexford, da es keine direkte Fährverbindung für den weiteren Verlauf der Europastraße 1 gibt.

## Spanien und Portugal

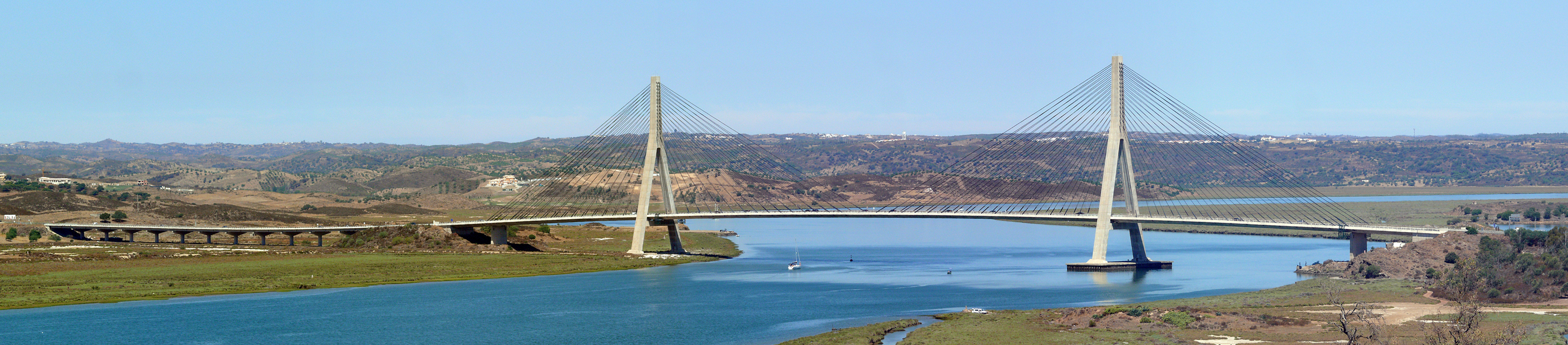
Panoramaansicht der Puente Internacional del Guadiana von Ayamonte aus

Im weiteren Verlauf führt die Europastraße 1 entlang der West- und Süd-Küste der Iberischen Halbinsel durch Spanien und Portugal.
In Spanien und Portugal führt die E 1 ausschließlich auf mehreren Autobahnen.
In Spanien beginnt zunächst die E 1 in Ferrol als Autopista AP-9, die über mehrere Brücken und Tunnel bei Tui zur Autovía A-55 führt. Von Valença an der spanisch-portugiesischen Grenze führt der Verlauf über Porto und vorbei an der Hauptstadt Lissabon sowie über die Puente Internacional del Guadiana bis nach Spanien, wo sie dort an der Süd-Küste die Grenze passiert. Der zweite Abschnitt in Spanien führt als Autovía A-49 bis nach Sevilla.

## Kreuzende Europastraßen
| Land:    | Europastraße:                         | Ort/Stadt:   | Provinz:                                                                        |
| -------- | ------------------------------------- | ------------ | ------------------------------------------------------------------------------- |
| GBR      | Vorlage:RSIGN/Wartung/EU-E-Einbindung | Belfast      | Nordirland                                                                      |
| GBR      | Vorlage:RSIGN/Wartung/EU-E-Einbindung | Lisburn      | Nordirland                                                                      |
| Irland   | Vorlage:RSIGN/Wartung/EU-E-Einbindung | Dublin       | Leinster                                                                        |
| Irland   | Vorlage:RSIGN/Wartung/EU-E-Einbindung | Wexford      | Leinster                                                                        |
| Spanien  | Vorlage:RSIGN/Wartung/EU-E-Einbindung | A Coruña     | Galicien                                                                        |
| Portugal | Vorlage:RSIGN/Wartung/EU-E-Einbindung | Trofa        | Durch die Regionen sind keine Flaggen vorhanden. Somit bleibt diese Zeile leer. |
| Portugal | Vorlage:RSIGN/Wartung/EU-E-Einbindung | Águas Santas | Durch die Regionen sind keine Flaggen vorhanden. Somit bleibt diese Zeile leer. |
| Portugal | Vorlage:RSIGN/Wartung/EU-E-Einbindung | Aveiro       | Durch die Regionen sind keine Flaggen vorhanden. Somit bleibt diese Zeile leer. |
| Portugal | Vorlage:RSIGN/Wartung/EU-E-Einbindung | Coimbra      | Durch die Regionen sind keine Flaggen vorhanden. Somit bleibt diese Zeile leer. |
| Portugal | Vorlage:RSIGN/Wartung/EU-E-Einbindung | Alcanena     | Durch die Regionen sind keine Flaggen vorhanden. Somit bleibt diese Zeile leer. |
| Portugal | Vorlage:RSIGN/Wartung/EU-E-Einbindung | Setúbal      | Durch die Regionen sind keine Flaggen vorhanden. Somit bleibt diese Zeile leer. |
| Spanien  | Vorlage:RSIGN/Wartung/EU-E-Einbindung | Sevilla      | Andalusien                                                                      |

## Bildergalerie

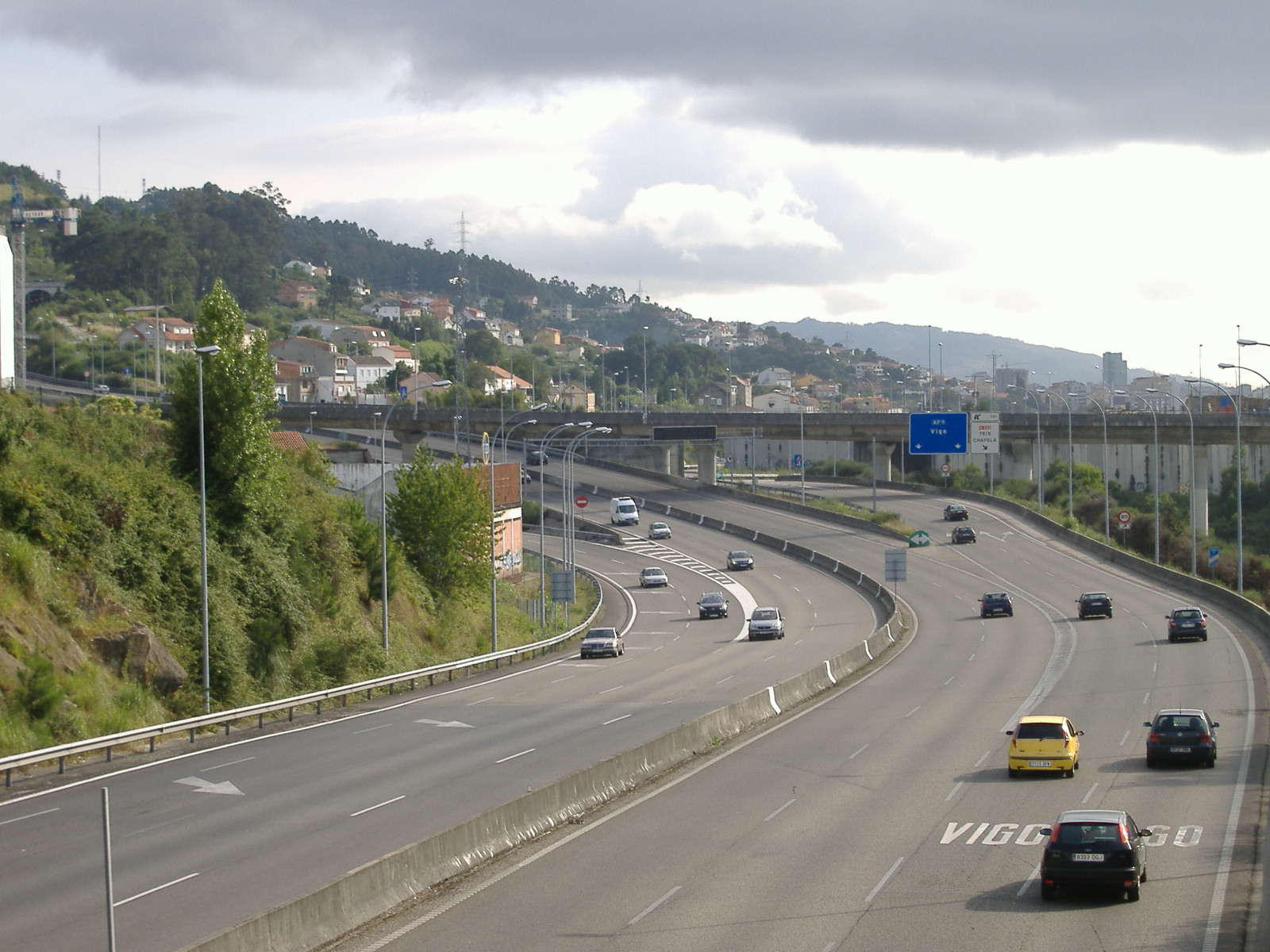
Autopista AP-9 zwischen Vigo and Tui
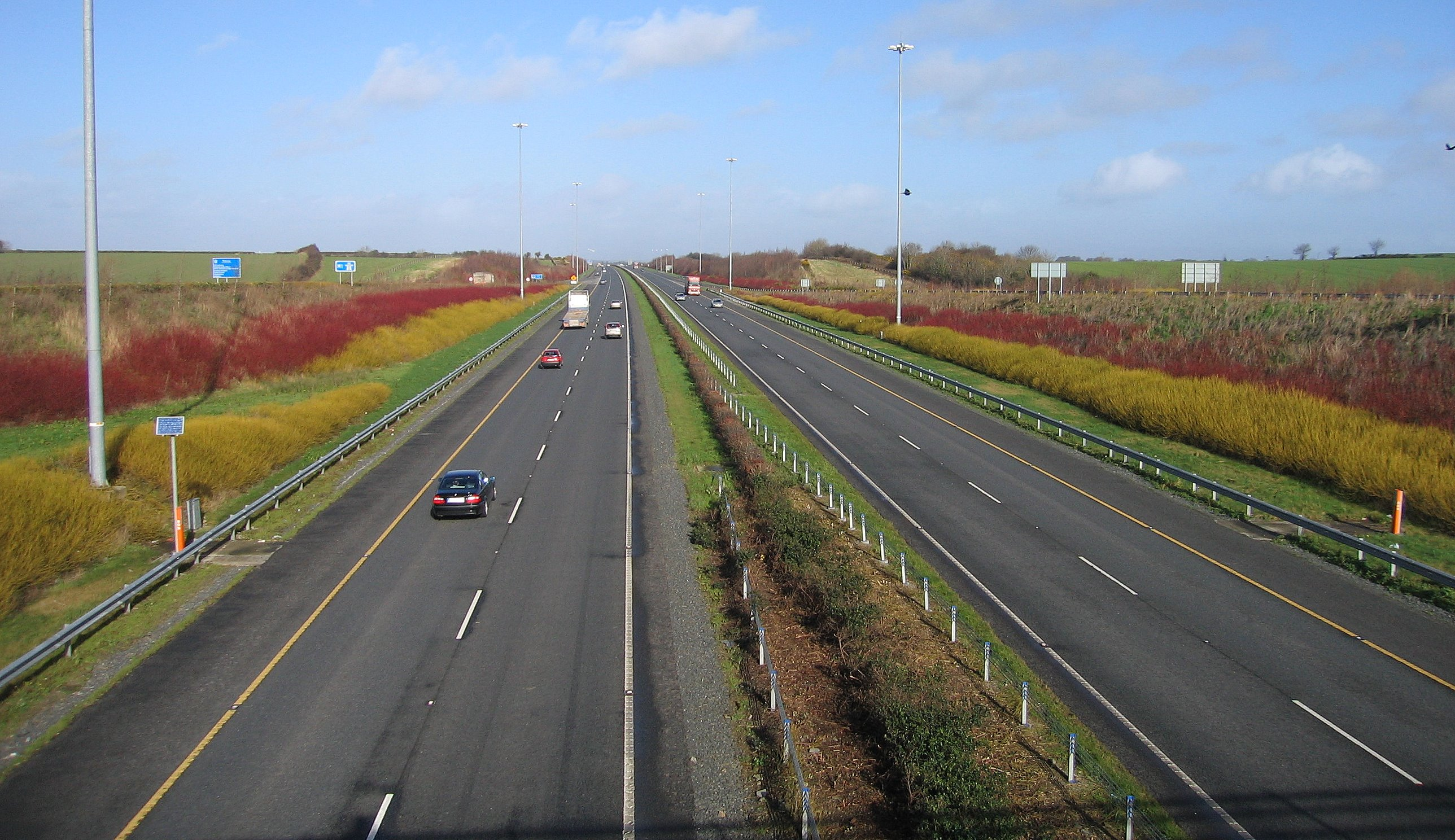
Die Motorway M1 nähe County Louth
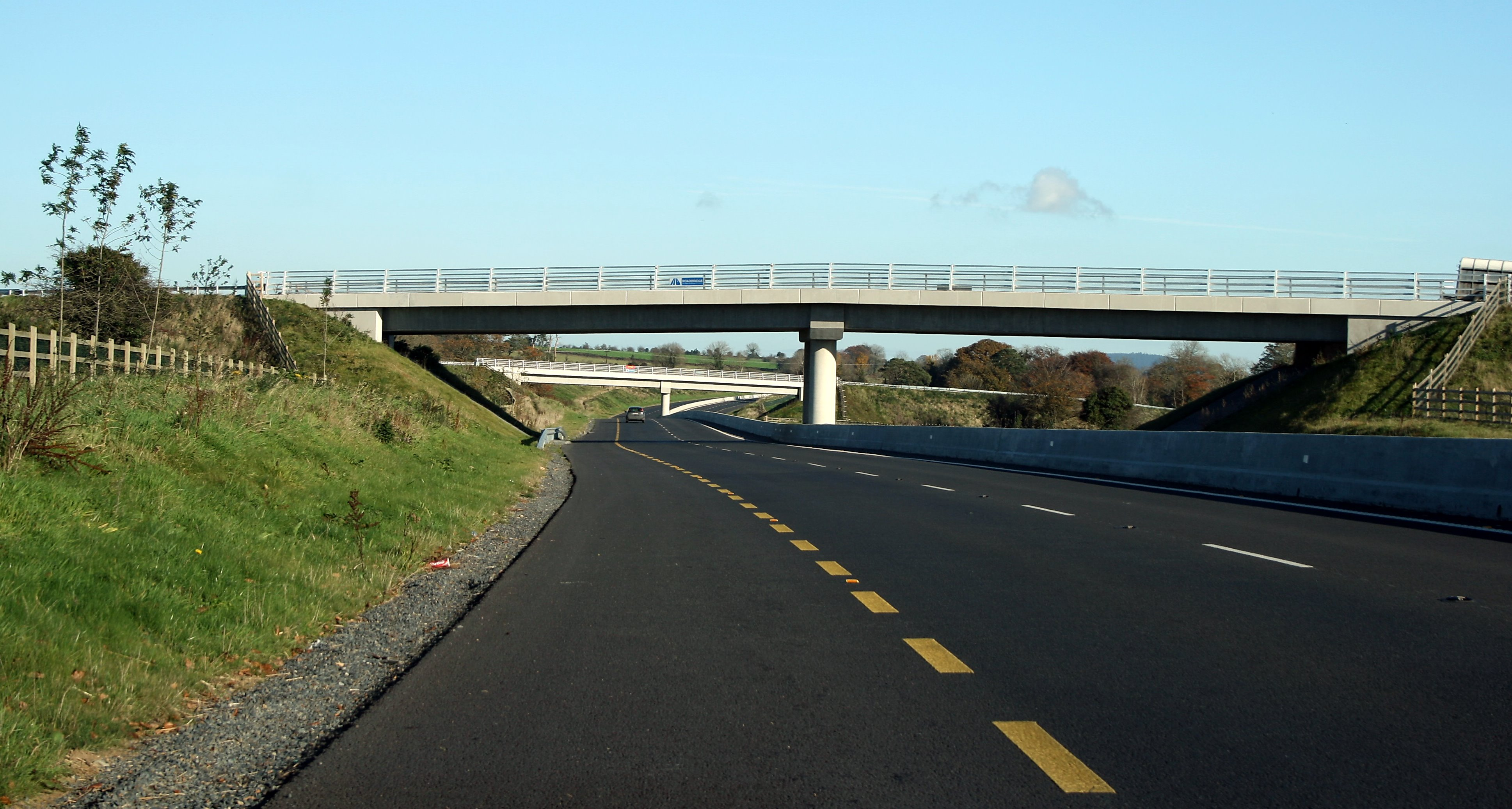
Ortsumfahrung von Gorey
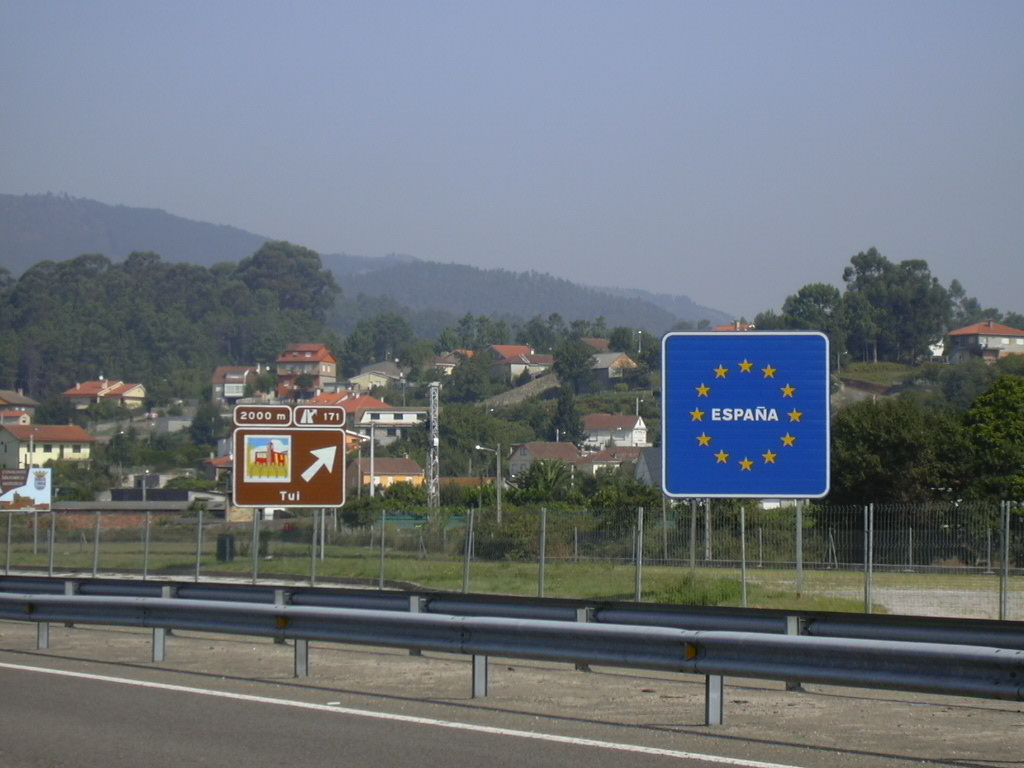
Grenze zwischen Spanien und Portugal
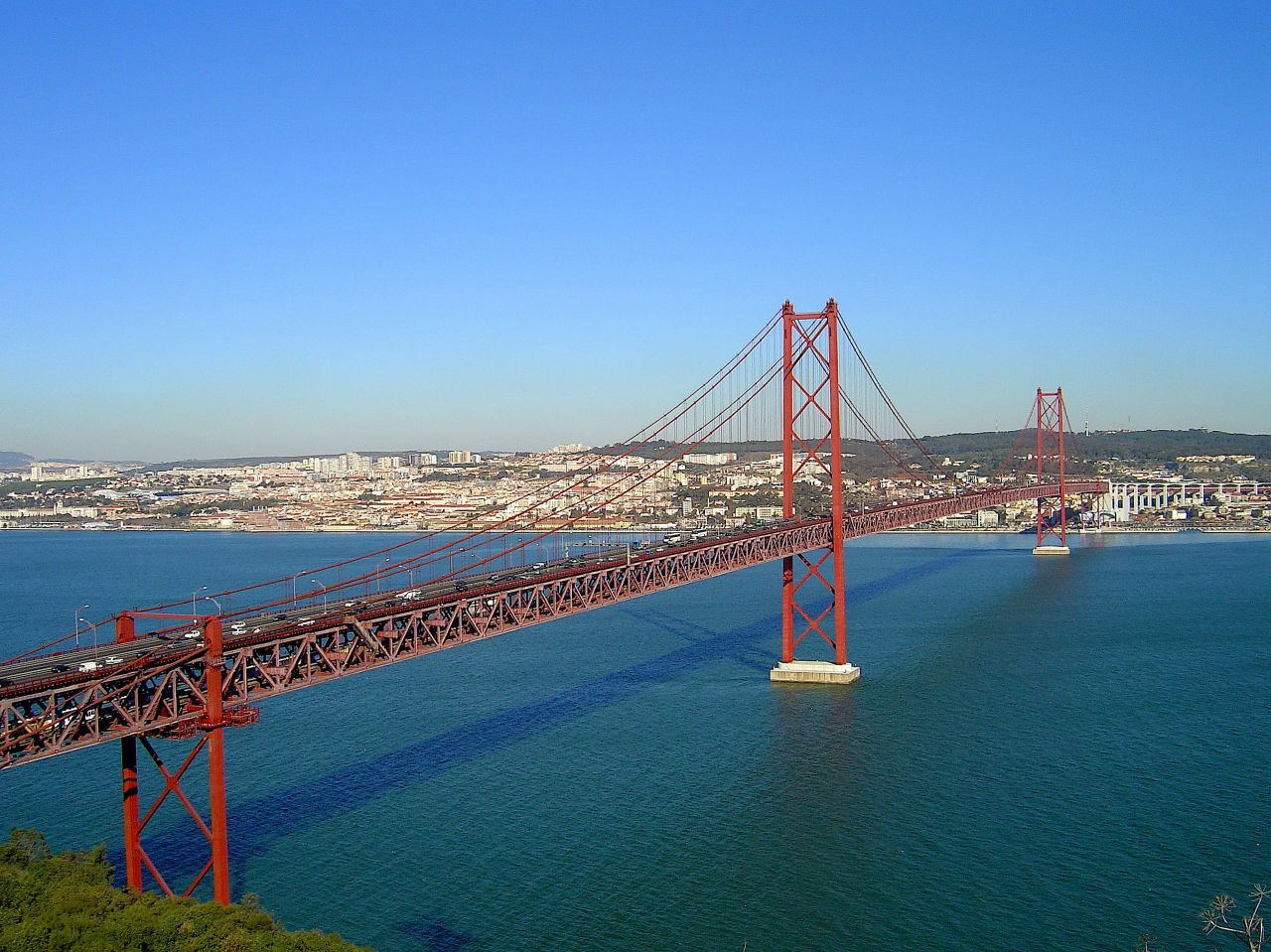
Ponte 25 de Abril
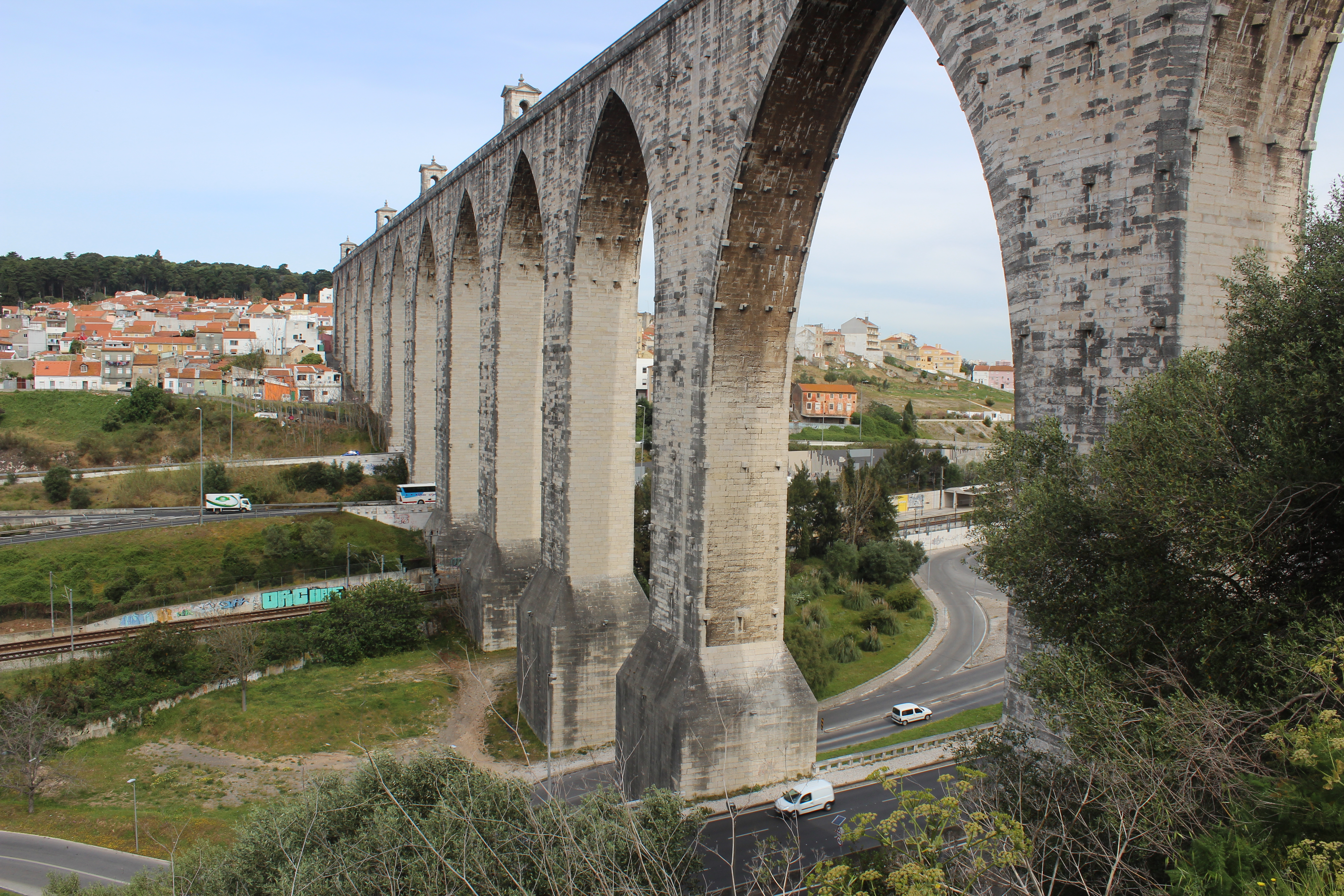
Aqueduto das Águas Livres, das die E01 überquert